# 遊☆戯☆王デュエルモンスターズ WORLD CHAMPIONSHIP 2008
遊☆戯☆王デュエルモンスターズ WORLD CHAMPIONSHIP 2008（ゆうぎおうデュエルモンスターズ ワールドチャンピオンシップ2008）は、2007年11月29日にコナミデジタルエンタテインメントから発売された遊☆戯☆王オフィシャルカードゲーム デュエルモンスターズを題材としたゲームソフトである。

## 概要
2008年世界大会公式ソフト。新たにストーリーモードが楽しめる「デュエルワールド」とフリーデュエル等が楽しめる「ワールドチャンピオンシップ」の2つのモードを収録。DS用ソフトでは初となるタッグデュエルも搭載されている。ワイヤレス通信を利用することで、4人でタッグデュエルをすることも可能。レギュラーパック「GLADIATOR'S ASSAULT」とデュエリストパック「ヨハン編」「十代編3」までのカードが歯抜け収録されており、総数は2008枚。
当時発売されていたストラクチャーデッキをそのまま使用してデュエルする「ストラクチャー戦」も実装された。ストラクチャーデッキはクリア後に購入可能。前作に登場した制限デュエル、テーマデュエル、LPサバイバル、詰めデュエル、セレクションパックは廃止された。
前作に引き続き、「世界大会リスト」が配信された。本作ではロック系の「宇宙の収縮」やノーコストで実行できる手札の特定のカードをデッキに戻すカードやフリーズを引き起こす宣言系のカード等デュエルに支障を出したりバグのあるカードが禁止指定されている。

## 前作との変更点
「デュエルワールド」が追加。
新たなデュエルボーナスにデュエル数と連勝ボーナスが追加され、一度に獲得できるDPの量が増加した。
：ストラクチャーデッキそのままで戦う「ストラクチャー戦」が追加。
登場デュエリストが大幅に増加
トーナメントモードが追加
主人公の初期衣装がアカデミア制服に変更され、新たなカスタムパーツが追加された。また、イメージ変更をするのにDPが必要なくなった。
「チャレンジ」や連動機能が廃止された。

## 世界観

### デュエルワールド
全部で6つの世界があり、1つの世界のストーリーをクリアすると次の世界に行くことができる。
またそれぞれの世界によってその場にあったモンスターとデュエルを行なうことができる。
デュエルに勝利すると稀にカードが貰えることがある。

### フリーデュエル
「デュエルワールド」のストーリー上に出てくるモンスターで、「デュエルワールド」では2度とデュエルすることのできないモンスター、また「デュエルワールド」で通常デュエルできるモンスターに5回勝つと対応した別のモンスターが「フリーデュエル」に出てくる。

## 登場モンスター
それぞれの登場モンスターは必ず自分と同名のカードを切り札としてデッキに入れている（例：ソニック・シューターの切り札は「ソニック・シューター」）。

### 恩恵の世界
草原と森がある平凡な世界。色々な施設がある。
ソニック・シューター
風属性モンスターで統一されたデッキ。初心者の主人公になにかと教えてくれる。デュエルに勝つと自身や風の精霊ガルーダといった風属性モンスターをくれることがある。
E・HERO クノスペ
弱小モンスターと「E・HERO クノスペ」の入ったデッキ。攻撃を防ぐカードが多く入っている。心の中でしゃべっている。デュエルに勝つと稀にフレイム・ブラストの融合素材カードをくれる事がある。
ペンギン・ナイトメア
相手のモンスターを手札に戻すことを得意とするデッキを使っている。永続魔法「縮退回路」を使われると手札に戻るカードは除外されてしまう。自分の勝てるデュエリストが好きで、主人公が強くなればなるほど主人公を毛嫌いする。デュエルに勝つと「ペンギン」と名のつくカードをくれる事がある。
ワイト
低ステータスのアンデット簇デッキ。デュエルに勝つと「ワイト」と名の付くカードをくれる事がある。
海竜神
水属性デッキを使用。湖に潜んでいて、泉の精霊の代わりとして襲いかかりデュエルを挑む。鱗には水属性カードが挟まっており、デュエルに勝利すると低確率で貰える。
黒魔導師クラン
バーンデッキを使用。ある条件を満たすと出現し、主人公を弱者呼ばわりする。
カース・オブ・ヴァンパイア
ワイトより強めのアンデット簇デッキを使用。ギゴバイトを虐めており、彼とデュエルするにはレアカードを賭ける必要がある。負けると捨て台詞を吐いてその場を去り、ＷＣＳモードに対戦相手として出現する様になる。
；白魔導士ピケル
：デュエルはしないが、可愛いモンスターを欲しがっている。渡したカードの種類が多いと大満足して、WCSモードにて対戦相手として出現する。不気味なカードを渡すと嫌がって逃げてしまう。
深緑守護者エンブスト
恩恵の世界の門番。5つあるデッキの中から3つに勝利するすると門を開けてくれる。使用デッキはサイレントソードマンや霊使い等様々なスタイルに分かれている。

### 太陽の世界
砂漠と海がある世界。ピラミッドの内部は入ることができ、またある条件を満たすと海の中にも入ることができる。
荒野の女戦士
上級戦士族を主としたデッキ。
大くしゃみのカバザウルス
恐竜族を主軸にしたデッキ。
墓守の司令官
墓守デッキ。ピラミッドの内部を守っている。
首領・ザルーグ
黒蠍デッキ。ピラミッドの中で宝を探している。
砂塵の悪霊
アンデット族中心のデッキ。
海神の巫女、アビス・ソルジャー、暗黒の海竜兵
海神の巫女、アビス・ソルジャー、暗黒の海竜兵はどれも水属性を主体としたデッキを使用している。
甲殻守護者ザバァーン
門番。小数でのＬＰでデュエル開始やデッキの全てをモンスターで統一等決められた制限デュエルを主人公に与え、お題に応じたデッキを使用する。

### 文明の世界
きつね火、グレート・アンガス
きつね火、グレート・アンガスは炎属性を主体としたデッキを使用している。攻撃を防ぎつつ効果でダメージを与えるバーンデッキ。
サファイアドラゴン
ドラゴンデッキを使用。
機動砦 ストロング・ホールド
ガジェット系を使用。何者かにプログラムされており、ターゲットを見つけるとデュエルを仕掛ける。
ヴォルカニック・エッジ
ヴォルカニックデッキを使用。攻撃を防ぐ永続魔法、永続罠を多用し、更に「ブレイズキャノン」で相手モンスターを破壊する戦術を取る。
炎妖蝶ウィルプス
デュアルモンスターを中心にしたデッキを使用。「炎妖蝶ウィルプス」は発売当時に日本語版が存在していなかったカードである。
六武衆の御霊代
六武衆デッキを使用。
溶岩大巨人
大きいワードがメインのデッキを使用。炎系カードのせいでオーバーヒートしてしまい、熱を納めて欲しいとデュエルを挑む。デュエルに勝利すると炎帝テスタロスやヘルフレイムエンペラー等の炎族モンスターや火の粉等のバーンカードをプレゼントしてくれる。
高速守護者フェラリオ
門番。ライフポイントを引き継いだ状態で彼との３連戦に勝利しなければ門を開かせてくれない。門前払いやダイヤモンドガイ、ネフロードを使用する。

### 漆黒の世界
DS版で初搭載されたタッグデュエルを行う世界。
魔導獣ケルベロス&ダークブレイズドラゴン
両者とも「死皇帝の陵墓」を用いて高レベルモンスターを召喚するデッキを使用。
虚無魔人&虚無の統括者
両者とも自身の効果と「王宮のお触れ」で特殊召喚と罠を封じ、速攻魔法のサポートでビートダウンを行う。
忍者義賊ゴエゴエ&女忍者ヤエ
両者とも戦士族デッキを使用する。
ハーピィ・ガール&ハーピィ・クイーン
両者とも「ハーピィ」デッキを使用。モンスター除去カードが大量に搭載されている。
サテライト・キャノン&ストーム・シューター
両者とも機械族デッキを使用する。
エーリアン・ヒュプノ&死王リッチーロード
エーリアン、アンデットと使用するデッキが違うためにコンビネーションは悪い。
地獄守護者モーリー&暗黒守護者ギゴリ
主に悪魔族デッキを使用する。

### 秩序の世界
デュエル中に特定の課題をクリアして勝利することで先に進めるようになる世界。
裁きを下す者-ボルテニス
秩序の世界に到着直後に一度だけデュエルすることが出来る。敗北するとワールドチャンピオンシップに裁きを下す者-ボルテニスと天空騎士パーシアスが出現しなくなるが、ゲームクリアやカードのコンプリートには影響しない。
雷電娘々
ブラック・マジシャン・ガールや霊使い等の女性モンスターで占めたデッキを使用。
- 吸収天児
- 勝利の導き手フレイヤ
- ロイヤルナイツ
- マシュマロン
- 守護天使ジャンヌ

- もけもけ
- センジュ・ゴッド
- 踊る妖精

上の3名は初戦時のみ課題デュエルを行うことになり、それを前提にしたデッキを使用する。
天上守護者セフォリル
秩序の門番。フェラリオ同様にライフ持ち越しの連戦があり、こちらは５連戦で戦う。ヴィジャ盤、帝、リクルーター、ギャンブル、邪神とそれぞれスタイルの違ったデッキを使用する。

### 混沌の世界
ゲームクリア後に行くことのできる6つ目の世界。
- E・HERO アナザー・ネオス
- E-HERO マリシャス・エッジ
- D-HERO Bloo-D
- E・HERO カオス・ネオス
- グリーン・ガジェット
- ホルスの黒炎竜 LV8
- サイバー・エンド・ドラゴン
- 混沌幻魔アーミタイル

### ワールドチャンピオンシップ
由来通りフリーデュエルで戦えるデュエリスト達。大半はデュエルワールドのデュエリストに数回勝利すると出現するが、特定の条件を満たさないと出現しないデュエリストもいる。このモードに登場するデュエリストに勝利してもカードは手に入らない。
- ハネクリボー

自身とネオスペーシアンを主体としたデッキを使用。
- E・HERO　レディ・オブ・ファイア

E・HEROと炎属性を混ぜ合わせたデッキを使用。一人称は「ボク」で、前作の火霊使いヒータと台詞が同じ。
- 灼熱ゾンビ

神炎皇ウリアを始めとした炎属性デッキを使用。魔法カードは一切投入されていない。
- ブラック・マジシャン・ガール

魔法使い族デッキを使用。デッキ名は「決闘魔法学院」で、同社のビデオゲームであるクイズマジックアカデミーが元ネタだと思われる。
- 大将軍 紫炎

六武衆デッキを使用。六武衆の師範は入っていない。
- ネフティスの鳳凰神

スペシャルハリケーンやつり天井等自身とのコンボにもなるカードや、魔法・罠除去を数枚入れたデッキを使用する。
- 剣闘獣ヘラクレイノス

剣闘獣デッキを使用する。出現させるには多くのデュエリストに6勝ずつしないといけない。

## 登場人物
登場するのはフリーデュエルのみ。

### 遊☆戯☆王デュエルモンスターズGX
遊城十代
E-HEROを中心とした、融合がメインのデッキを使用する。
万丈目準
アームド・ドラゴンを切り札とし、それにおジャマトリオを加えたデッキを使用する。
天上院明日香
破滅の女神ルインを主体とした儀式がメインのデッキを使用する。
三沢大地
神鳥シムルグや風帝ライザーといった風属性のモンスターでデッキを構成する。切り札は「白魔導士ピケル」。
天上院吹雪
真紅眼の黒竜を中心としたデッキを使用する。
丸藤翔
ロイドを多数入れ、スーパービークロイド－ジャンボドリルを切り札としたデッキを使用する。
ティラノ剣山
恐竜族のモンスターを中心としたデッキを使用する。
エド・フェニックス
D-HEROを主体としたデッキを使用する。
ヘルカイザー亮
サイバードラゴンとサイバーダークを入れた、機械族の融合がメインのデッキを使用する。
ヨハン・アンデルセン
究極宝玉神レインボー・ドラゴンを切り札とした、宝玉獣デッキを使用する。
オースチン・オブライエン
ヴォルカニックデッキを使用する。
アモン・ガラム
雲魔物を中心としたデッキを使用する。
加納マルタン
封印されしエクゾディアのパーツを揃えて勝利することを目的としたデッキを使用する。
プロフェッサー・コブラ
ヴェノムを中心とした、爬虫類族でデッキを構成する。
ユベル
三幻魔を入れ、混沌幻魔アーミタイルとファントム・オブ・カオスを切り札としたデッキを使用する。

### 遊☆戯☆王
闇遊戯
ブラック・マジシャンを中心とした魔法使いデッキを使用する。
海馬瀬人
青眼の白龍やブラッド・ヴォルスといった、原作に準じたデッキを使用する。
城之内克也
戦士族に真紅眼の黒竜や人造人間－サイコ・ショッカーを加えたデッキを使用する。
ペガサス・J・クロフォード
トゥーンで構成したデッキを使用する。
闇マリク
溶岩魔神ラヴァ・ゴーレムといった悪魔族デッキで構成されたデッキを使用する。
闇獏良
ウィジャ盤の死のメッセージ完成による勝利を目的としたデッキを使用する。
孔雀舞
ハーピィ・レディを中心とした風属性モンスターでデッキを構成する。
バンデット・キース
ガトリング・ドラゴンやスナイプストーカーのような、コイントスやサイコロを頻繁に使うギャンブルデッキを使用する。
イシズ・イシュタール
王家の眠る谷－ネクロバレーのような墓地を制限するカードを多く入れ、それに墓守を加えたデッキを使用する。

## 同梱カード
ディープ・ダイバー
戦闘によって破壊された時、デッキからモンスターカードを1枚デッキの1番上に置くことができる。
強者の苦痛
相手の場のモンスターはレベル×100ポイント攻撃力がダウンさせることができる永続魔法。
次元幽閉
攻撃モンスターをゲームから除外できる罠カード。
いずれもアモンが使用したカードである。

## Wi-Fiダウンロード

### デュエリストイメージ
2007年11月 遊城十代 デッキ名：E-Gate レーティング：1150 切り札「E-HERO ダーク・ガイア」
「E・HERO」主体ではなく、「E-HERO ダーク・ガイア」を融合召喚するために岩石族と悪魔族デッキで構成されたデッキ。更に、「名推理」「モンスターゲート」を駆使して、悪魔族、岩石族の特殊召喚モンスターを墓地に落とし、「ダークコーリング」で「E-HERO ダーク・ガイア」を融合召喚し驚異的な攻撃で圧倒する、1ターンキルデッキ。
2007年12月 白魔導士ピケル デッキ名：CureBurn ：レーティング1200 切り札「ビッグバンガール」
自分のライフを回復しつつ、「ビッグバンガール」で相手にダメージを与えるデッキ。
2008年1月 氷帝メビウス デッキ名：F.G.E. レーティング：1300 切り札「氷帝メビウス」
5体の帝を駆使した、除外を中心として相手を制圧する次元帝デッキ。デッキ名は「F・G・D（ファイブ・ゴッド・ドラゴン）」が元で「ファイブ・ゴッド・エンペラー」の略。
2008年2月 ヘルカイザー亮 デッキ名：Fortress レーティング：1100  切り札「キメラテック・フォートレス・ドラゴン」
「DNA改造手術」でフィールド上のモンスターを機械族に変更させ、「キメラテック・フォートレス・ドラゴン」とのコンボで一掃と一撃を狙う1ターンキルデッキ。
2008年3月 闇獏良 デッキ名：RevivalTime レーティング：1200 切り札「地獄の門番イル・ブラッド」
アンデッド族を主体としたデッキ。
2008年4月  ブローバック・ドラゴン デッキ名：Highlevel  レーティング：1450  切り札「モンスターゲート」
「モンスターゲート」「名推理」「死皇帝の陵墓」を使い上級モンスターを次々に召喚するデッキ。
2008年5月  コザッキー  デッキ名：Draw レーティング：850  切り札「自爆スイッチ」
相手を回復させ、その後「自爆スイッチ」で引き分けにするデッキ。
2008年6月 おジャマ・グリーン デッキ名：HighBurn レーティング：1400 切り札「火炎地獄」
相手のライフポイントを直接削るカードを多数入れたフルバーンデッキ。
2008年7月 タニヤ デッキ名：MightyWangfu レーティング：1250 切り札「王虎ワンフー」
獣戦士族・獣族で構成するデッキ。「強者の苦痛」や「聖なる輝き」によって「王虎ワンフー」の効果を最大限に利用する。
2008年8月 三沢大地 デッキ名：WeakDrain レーティング：1350 切り札「神獣王バルバロス」
「ゴブリン突撃部隊」のようなデメリットアタッカーを多数入れ、「スキルドレイン」で効果を無効にして攻めるデッキ。
2008年9月 アモン・ガラム デッキ名：Cloudian レーティング：1300 切り札「雲魔物－キロスタス」
雲魔物の効果で相手のカードを減らしながら戦うロックバーンデッキ。
2008年10月 マシュマロン デッキ名：T.G.E. レーティング：1500 切り札「風帝ライザー」
氷帝メビウスよりも洗練された次元帝デッキ。こちらは帝が3体しか入っていないので、デッキ名は「スリー・ゴッド・エンペラー」の略。
他にも世界大会上位3名のデュエリストイメージが配信された。

### 禁止・制限カードリスト
- スペシャルリスト
- 2008年3月リスト
- 世界大会リスト
- 2008年9月リスト
- 2009年3月リスト

### ダウンロード限定カード
- ライオウ（2/29、7/6）
- オシリスの天空竜（7/13）
- オベリスクの巨神兵（7/20）
- ラーの翼神竜（7/27）